# 圣阿德里安德尔瓦列
圣阿德里安德尔瓦列，是西班牙卡斯蒂利亚-莱昂莱昂省的一个市镇。 总面积16平方公里，总人口148人（001年），人口密度9人/平方公里。